# Harry Croner

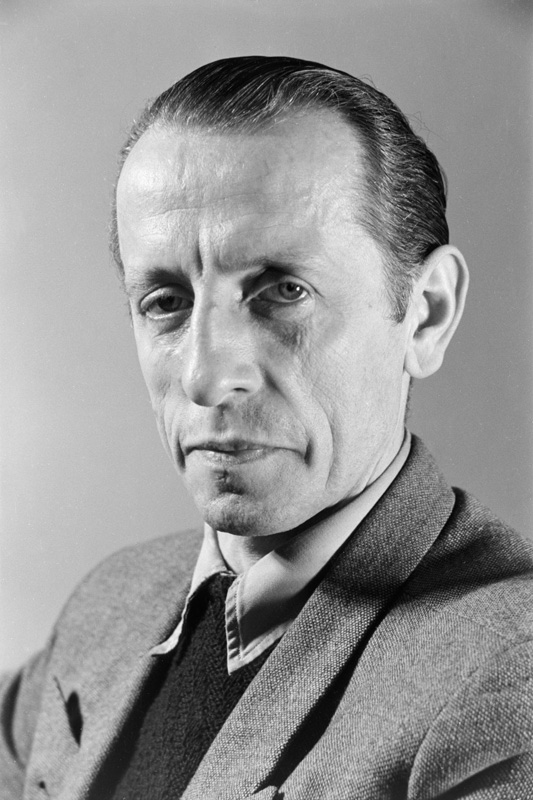
Selbstporträt Harry Croner 1952

Harry Croner  (* 16. März 1903 in Berlin; † 27. September 1992 ebenda) war ein deutscher Presse- und Theaterfotograf.

## Leben und Wirken
Harry Croner wurde als Sohn des Kaufmanns Alfred Croner und seiner Frau Gertrud am 16. März 1903 als eines von vier Kindern in Berlin geboren. Von 1920 bis 1922 absolvierte er eine kaufmännische Lehre und arbeitete anschließend für die deutsche Automobilindustrie.
1933 eröffnete er sein eigenes Fotogeschäft mit dem Namen Foto Croner in Berlin-Wilmersdorf.
Im Jahr 1940 wurde Croner eingezogen und kam als Kriegsberichterstatter der Wehrmacht an die Westfront, wo er den Einmarsch in Paris dokumentierte. Nach eineinhalb Jahren wurde er nach eigener Aussage auf Grund seiner jüdischen Abstammung väterlicherseits als „wehrunfähig“ entlassen und ging zurück nach Berlin. Das Fotogeschäft musste er 1943 schließen. Ein Jahr später wurde er zwangsverpflichtet und kam in ein Arbeitslager an der französischen Kanalküste. Aus der sich anschließenden amerikanischen Kriegsgefangenschaft wurde er im April 1946 entlassen.
Heimgekehrt begann Croner seine zerstörte Heimatstadt zu fotografieren und lichtete die Menschen beim Beseitigen der Trümmer und beim Wiederaufbau ab. 1948 heiratete er Hildegard Krause geb. Albrecht. Fortan bildeten die beiden auch beruflich ein Team. Während er sich der Fotografie widmete, übernahm sie den Briefverkehr mit den Kunden und die Buchhaltung. Nach mehreren Umzügen war das letzte Domizil der Familie ein eigenes Haus in der Berliner Drakestraße. Ein eigenes Ladengeschäft betrieb Harry Croner bis zur Beendigung seiner Laufbahn nicht mehr.
Zahlreiche Prominente, wie der Politiker Willy Brandt, die Sängerin Angelika Milster oder der Schauspieler Klaus Kinski, begaben sich in Croners Atelier in seiner Wohnung und ließen sich dort von ihm ablichten.
Am 27. September 1992 starb Harry Croner in Berlin. Er wurde auf dem Parkfriedhof Lichterfelde beigesetzt.

## Werk
Mit Unterstützung der Stiftung Preußische Seehandlung konnte im Februar 1989 das umfangreiche Archiv Croners vom Berlin Museum erworben werden. Es umfasst mehr als 1,3 Millionen Negative, 100.000 Abzüge, Zeitungsartikel, Postkarten, Programmhefte und Dokumente.
In der Deutschen Digitalen Bibliothek sind über 7000 Fotos von Harry Croner öffentlich abrufbar, deren Digitalisierung durch das digiS-Projekt, ein Förderprogramm zur Digitalisierung von Objekten des kulturellen Erbes des Landes Berlin, ermöglicht wurde.
Darunter finden sich neben Fotografien von Inszenierungen vieler Berliner Bühnen, wie des Berliner Schillertheaters oder der Freien Volksbühne Berlin. Die Berlinale begleitete er vom Beginn 1951 bis in die 1980er Jahre.
Neben Künstlern wie Marlene Dietrich oder Maria Callas porträtierte er auch Politiker.
Seine Werke werden heute in der Theatersammlung des Berliner Stadtmuseums verwahrt.

## Auszeichnungen
Croner erhielt 1971 das Bundesverdienstkreuz am Bande.